# Авінаш К. Діксіт
Авінаш Камалакар Діксіт (англ. Avinash Kamalakar Dixit; нар. 1944, Мумбаї) — американський економіст індійського походження. Відомий науковець, автор кількох книг про економіку.

## Біографія
У 1963 здобув ступінь бакалавра у Мумбайському інверситеті (математика і фізика); у 1965 став бакалавром із математики у Кембриджському університеті, у 1968 — доктором наук у Массачусетському технологічному інституті.
Протягом 1968–69 рр. працював викладачем у Берклі, у 1970–74 рр. — в Оксфорді, в 1974–80 рр. — у Ворицькому університеті, з 1981 року — Принстонському університеті.
Діксіт також обіймав посади у Міжнародному валютному фонді та фонді Рассела Сейджа (Russell Sage Foundation). Він був президентом Економічногого товариства в 2001 році,  віце-президентом (2002) та президентом (2008) Американської економічної спілки. Став членом Американської академії мистецтв і наук у 1992 році та Національної академії наук США у 2005 році.
У січні 2016 року доктору Авінашу К. Діксіту присвоїли Падму Вібхушан — другу за важливістю цивільну нагороду в Індії.

## Публікації
Авінаш К. Діксіт написав безліч статей, публічних виступів, є автором підручників та книг про економіку
У співавторсті із науковцем Робертом Піндиком написав підручник «Інвестиції під невизначеністю» (Princeton University Press, 1994; ISBN 0691034109), де описали новий підхід до інвестицій.

## Переклади українською
- Мистецтво стратегії. Путівник до успіху в житті та бізнесі від експертів теорії гри / Авінаш К. Діксіт, Баррі Дж. Нейлбафф / пер. Анастасії Богоніс ; іл. Констянтина Марценківського. — Львів : Видавництво Старого Лева, 2019. — 608 с. — ISBN 978-617-679-362-5.

«Мистецтво стратегії» — Книжка для тих, хто хоче досягти більшого у бізнесі та житті, використовуючи науково доведені стратегії, а також для тих, хто захоплюється математикою і теорією ігор. Стратегічне мислення — це мистецтво перевершити суперника, усвідомлюючи, що суперник намагається перевершити тебе. Це також мистецтво пошуку шляхів до співпраці, навіть коли інші керовані винятково особистим зиском. Це мистецтво тлумачити і виявляти інформацію. А ще мистецтво ставити себе на місце іншого, щоб передбачити його вчинки й уплинути на них.